# Kölsch
La Kölsch è una birra tradizionalmente prodotta a Colonia e nella regione limitrofa. È uno stile di birra tedesca ad alta fermentazione. Il suo colore è dorato e contiene in media il 4.8% d'alcool; possiede un sapore leggermente fruttato e debolmente amaro. In Germania si dice che è «l'unica lingua che si parla e si beve» in quanto anche il dialetto di Colonia, in tedesco, è detto Kölsch.
Nel settembre 1997, a livello europeo, è oggetto di una indicazione geografica protetta (IGP) e suo disciplinare di produzione modificato nel 2009. A livello locale, la sua produzione è regolamentata dalla Kölsch Konvention, creata da un accordo tra fabbricanti di birra.
Düsseldorf e Colonia sono città rivali da lungo tempo, sebbene oggi tale rivalità si sia ridotta a disputare su quale delle loro birre sia la migliore, l'Altbier di Düsseldorf o la Kölsch di Colonia.

## Storia

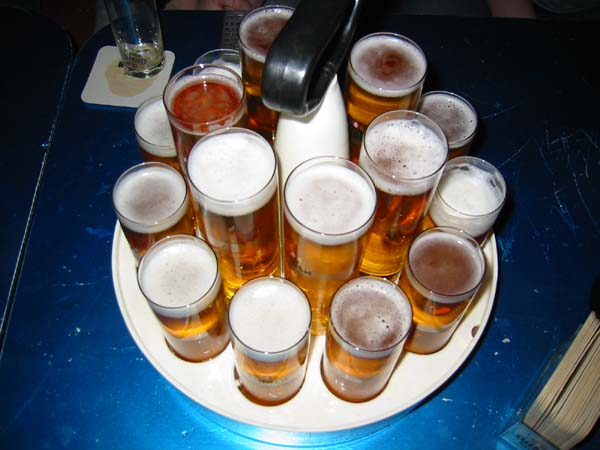
Boccali di birra Kölsch.

La tradizione della birra di Colonia è attestata fin dall'874 e la sua produzione avveniva originariamente senza aggiunta di luppolo: essa veniva aromatizzata con numerose erbe mentre la fermentazione aveva luogo senza aggiunta di lievito ma semplicemente lasciandola all'aria. Occorre attendere il XV secolo perché venga escluso l'impiego dei diversi tipi di erbe o spezie, destinate a modificarne il gusto (rosmarino, anice, ecc.). L'antesignana della Kölsch, la Wiess, fu prodotta inizialmente nel XIX secolo e nel 1906 questa, prodotta dall'industria Sünner, non essendo filtrata, non era limpida. La denominazione Kölsch comparve nel 1918.
Durante la prima metà del XX secolo la Kölsch era soprattutto bevuta nei caffè; alla vigilia della seconda guerra mondiale erano attivi a Colonia ben 40 birrifici, dei quali però soltanto due sopravvissero alle distruzioni dei bombardamenti alleati. La loro riapertura fu rapida, nonostante l'estrema difficoltà nell'immediato dopoguerra a reperire gli ingredienti, e a partire dagli anni sessanta la Kölsch tornò a diffondersi nella regione.
A causa di vertenze che riguardavano l'utilizzo della denominazione, i fabbricanti di birra si associarono nella Kölsch Konvention il 6 marzo 1986. L'organizzazione fu incaricata di standardizzare la produzione e la distribuzione della birra; essa fu ufficialmente riconosciuta dall'amministrazione federale nel 1996. Da allora solo la birra prodotta nella città di Colonia dai birrifici sottoscrittori della Konvention può fregiarsi del nome di "Kölsch". Birre simili prodotte al di fuori della città vengono normalmente commercializzate con nomi diversi il cui uso non è regolamentato, per non incorrere in azioni legali. Molto frequente l'uso del nome latino originario della città, "Colonia", che non è legalmente protetto.
La Kölsch è diventata dagli anni '60 uno dei simboli dell'identità regionale. Così, nel 1998, parodiando la frase famosa di John Fitzgerald Kennedy, «Ich bin ein Berliner» (Io sono un berlinese), il presidente statunitense Bill Clinton esclamò, in occasione di un vertice del G8 a Colonia, «Ich bin ein Kölsch» (Io sono un Kölsch).
Da una produzione di soltanto 500.000 ettolitri del 1960, la produzione della birra a Colonia è salita nel 1980 a 3,7 milioni di ettolitri prodotti. Nel 2005 sono stati "fermentati" 2.4 milioni di ettolitri di Kölsch .

## Produzione
La Kölsch è prodotta conformemente alla Reinheitsgebot del 1516, il decreto sulla purezza della birra, modificato nel 1906; essa è dunque composta esclusivamente da acqua, malto d'orzo, luppolo e malto di grano (in alcune marche in piccola quantità).
La densità iniziale del mosto varia tra l'11,2% e 11,8 % (corrisponde alla percentuale in massa d'estratto secco del mosto prima della fermentazione).
La fermentazione dura da 4 a 6 giorni ad una temperatura tra i 15 ed i 20 gradi Celsius ed arriva ad un tenore d'alcool, a medio termine, del 4,8 %.
La birra è in seguito filtrata, il che le conferisce limpidezza.

## Cultura e folklore

### Il bicchiere
La Kölsch si beve tradizionalmente in bicchieri cilindrici alti e stretti, da 0,2 l,  denominati Kölschglas o Kölner Stange. Se bevuta in compagnia, è allora servita in Kränze (corone), vassoi rotondi a fori, muniti di un manico centrale, che portano 11, 14 o 16 bicchieri. Può anche essere servita nei piccoli Stösschen, bicchieri da 0,1 l.
Nel resto della Germania, e nel sud in particolare, la ridotta capienza di questi bicchieri vale loro il soprannome beffardo di Reagenzgläser (provette). Per conquistare nuovi consumatori, fu creato il Kneipen, bicchiere da 0,3 o 0,4 l. D'altra parte, la metà della produzione è commercializzata in bottiglie della capacità di mezzo litro.

### Identità regionale
Un tedesco che dichiara la sua inclinazione per la Kölsch è come se affermasse la sua identità renana, ed il suo attaccamento a Colonia in particolare.
Grande concorrente della Kölsch è la Altbier, che è prodotta nella città vicina e rivale, Düsseldorf.

### Il lato femminile di Kölsch
La Kölsch non è considerata una bevanda tipicamente maschile e piace ad un numero notevole di donne: il 75% delle donne di Colonia si dichiara consumatrice regolare, di cui il 20% quotidiana. Gli abitanti della regione di Colonia ritengono importante, in un'uscita di gruppo, bere una Kölsch per abolire le differenze sociali.

## I vari fabbricanti di birra
Ogni industria di birra di Colonia produce una propria versione della birra.
I principali marchi sono:
- Dom Kölsch
- Früh Kölsch
- Gaffel Kölsch
- Gilden Kölsch
- Küppers Kölsch
- Kurfürsten Kölsch
- Mühlen Kölsch
- Peters Kölsch
- Reissdorf Kölsch
- Sion Kölsch
- Sünner Kölsch
- Zunft Kölsch

Numerosi fabbricanti di birra imitano la Kölsch all'estero, in particolare gli Stati Uniti (Kölsch-style ale) e il Giappone.

## Weiss
Ovvero "bianca" in dialetto di Colonia (Weiss in tedesco standard), è una versione torbida e non filtrata della Kölsch.